# 씰룩
《씰룩》(영어: SEALOOK)은 지구 끝에서 만난 물범의 이야기를 담은 3D 관찰 애니메이션이다. 언어의 장벽을 넘어 누구나 쉽게 즐길 수 있도록 90초 분량의 짧은 숏폼 콘텐츠로 만들어져 다양한 채널에서 선보인다. 인기 애니메이션 '라바' 제작진이 세운 스튜디오 밀리언볼트가 기획·제작을 맡았고 '핑크퐁 아기상어'로 전 세계 유튜브 조회 수 1위를 기록한 더핑크퐁컴퍼니가 캐릭터·음원·애니메이션 등 사업화 전략 전반을 총괄했다.
2023년 11월 11일부터 2024년 1월 20일까지 KBS 1TV에서 방영했다가, 2025년 1월 11일부터 4월 5일까지 같은 채널에서 방영했다.

## 방영 일시
| 방송 채널 | 방송일                             | 방송 시간 |
| --------- | ---------------------------------- | --------- |
| KBS 1TV   | 2023년 11월 11일 ~ 2024년 1월 20일 | 종료      |
| KBS 1TV   | 2025년 1월 11일 ~ 4월 5일          | 종료      |

## 등장인물
- 점박이범
- 시바범
- 뚱범
- 팽귄범
- 평범
- 하트범
- 아기범
- 북극곰
- 갈매기

## 목소리 출연
- 운영훈
- 김태훈
- 최지유
- 황혜정
- 박정영

### OST
- 오프닝 - 해피 해피 해피
- 작사 - 황연성(달리)
- 작곡 - 황연성(달리) 아나연
- 편곡 - 이나연(블루프린트)
- 엔딩 - 룩엣미씰룩
- 작곡/곡 - 윤영훈
- 편곡 - 앤타스웰, 유웅렬, 윤영훈
- 노래 - 라이즈
- 작사/작곡 - 윤영훈, 이나연

## 제작진

### Part 1
- 책임 프로듀서 - 순수희
- 프로듀서 - 이순주, 목훈(연출) 방한나, 김소리, 홍소희
- 기획 원작 제작 - 밀리언볼트
- 프로덕션 매니저 - 홍소희
- 기획/김독 - 안병욱
- 제작총괄 - 김영수, 맹주공, 권빛나, 주혜민, 김승훈
- 제작/감독 - 조현철
- 스토리 아티스트 -  안병욱, 김승훈, 윤서정, 김영화 천여진 정미린, 오지원, 홍성우, 강민성, 고태욱, 김지현, 조유빈, 이연지(파트1)
- 제작 코디네이터 - 이채린, 김담은
- 콘셉트 디자이너 - 박윤형, 박상수
- 캐릭터 디자이너 - 박윤형, 박상수, 정성민
- 배경 디자이너 - 박윤형, 박상수, 김보미
- 프랍 디자이너 - 박윤형, 박상수, 김보미
- 모델링 슈퍼바이저 - 김태형, 하정윤
- 모델링 아티스트 - 김기표, 장소영, 복진선, 이혜미
- 룩디별롭 아티스트 - 이연주
- 리깅아티스트 - 서민정, 유민주, 송은혜, 박영선
- 애니메이션 슈퍼바이저 - 최은희, 김정환
- 라이팅 슈퍼바이저 - 윤지숙
- 캐릭터 연구&개발 애니메이터 - 최은희, 김도영, 배경식, 김지혜, 고현숙, 김윤희, 홍성준, 박진호, 최수현
- 이펙트 슈퍼바이저 - 김형기, 김세황, 이재륜
- 이펙트 아티스트 - 오새봄
- 합성 슈퍼바이저 - 정윤희
- 합성 아티스트 - 김남민
- 애니메이션 슈퍼바이저 - 최충석
- 리드 애니메이터 - 최태식, 최해민, 김상훈
- 애니메이터 - 원수현, 사가연, 임동혁, 조슬기, 안재현, 정한울, 이나영, 이지노, 김재헌
- 라이팅&랜더&합성 슈퍼바이저 - 이연정
- 라이팅&합성 아티스트 - 신민지, 최민경, 박신태
- 음악&사운드 프로듀서 - 박정영
- 사운드디자이너/ 폴리아티스트 -김태훈, 최지유, 황혜정
- 음악감독 - 윤영훈
- 녹음/믹싱 - 둥사운드
- 경영관리 총괄 - 석상한
- 슈퍼바이저 프로듀서 - 손자아린
- 스튜디오 프로덕션 코디네이터 - 강연재, 한윤정, 황은하
- 사업전력총괄 - 윤여민
- IP사업 매니저 - 방한나
- 파이프라인테크니컬디렉터 - 박현규
- 시스템 매니저 - 류지웅, 김재형
- 회계 매니저 - 신재환
- 인사 매니저 - 김진
- 마케팅 사업 - 더핑크퐁컴퍼니
- 브랜드 총괄 - 박한솔
- 브랜드 기획 - 문정은, 이혜진, 김예원
- 브랜드 음악/사운드 기획 - 김예원
- 유튜브 마케팅 - 이지은, 한희수, 이지윤
- 브랜드 디자인 - 김지은 이상하
- 콘텐츠 배급 - 김난새, 이동하, 정예은, 윤현조, 김현주, 임정현, 오은지, 정은지
- SNS 마케팅 - 윤현조, 이하린, 이혜수
- SNS 콘텐츠 기획 - 문정은, 이지은, 윤현조, 이혜진, 조한봄, 장동은
- 행정 지원 - 장지열, 정다혜
- IP 파트너십 - 박상원, 오승해, 유지현
- 프로젝트 투자매니저먼트 - 스마트스터디벤처스
- 홈페이지 - 김연재(KBS 미디어)
- 종합편집 - 조경익
- 자막디자인 - 황은서
- 조연출 - 차한결

### Part 2
- 이태헌 책임
- 황정연, 황응구(연출), 방한나 홍소희 김소리 프로듀서
- 스토리 - 안병욱, 김승훈, 윤서정, 김영화 천여진(파트1,2),
- 제작협력 - 삼십팔도씨 애니메이션 스튜디오(Yggdrqzil Grop Public Co., Ltd.)
- 음악&사운드 프로덕션 - 둥사운드
- 홈페이지 제작 - 정상빈(KBS 미디어)
- 종합편집 - 이수은
- 조연출 - 차한결
- 기획 - KBS
- 제작 - 밀리언볼트, 더핑크퐁컴퍼니
- 저작권 - 2023 ~ 2025 밀리언볼트, 더핑크퐁컴퍼니 All rights reserved.

## 방영 목록
| 화차       | 방송 일자        |
| ---------- | ---------------- |
| 1화        | 2023년 11월 11일 |
| 2화        | 2023년 11월 18일 |
| 3화        | 2023년 11월 25일 |
| 4화        | 2023년 12월 2일  |
| 5화        | 2023년 12월 16일 |
| 6화        | 2023년 12월 23일 |
| 7화        | 2023년 12월 30일 |
| 8화        | 2024년 1월 6일   |
| 9화        | 2024년 1월 13일  |
| 10화       | 2024년 1월 20일  |
| 11화       | 2025년 1월 11일  |
| 12화       | 2025년 1월 25일  |
| 13화       | 2025년 2월 1일   |
| 14화       | 2025년 2월 15일  |
| 15화       | 2025년 2월 22일  |
| 16화       | 2025년 3월 1일   |
| 17화       | 2025년 3월 15일  |
| 18화       | 2025년 3월 22일  |
| 19화       | 2025년 3월 29일  |
| 최종화(20) | 2025년 4월 5일   |

## 결방 및 편성안내
- 2023년 12월 9일: 2023년 프로축구의 관계로 인해 결방했다.
- 2023년 12월 30일: 2023 KBS 국악대상의 관계로 인해 오후 2시 50분으로 편성했다.
- 2025년 1월 18일: KBS 뉴스특보 윤석열 구속영장 심사의 관계로 인해 결방했다.
- 2025년 2월 8일: 2025년 하얼빈 동계 아시안 게임의 관계로 인해 결방했다.
- 2025년 2월 22일: 이수인 동요축제 둥글게 둥글게 방송 편성 대체로 인해 2시 25분으로 편성했다.
- 2025년 3월 8일: 생활의 발견 스페셜 관계로 인해 결방했다.